# کنسرتو ویولن شماره ۱ (بروخ)
کنسرتو ویولن شماره ۱ در سُل مینور، اُپوس ۲۶، از آهنگساز آلمانی دورهٔ رمانتیک، ماکس بروخ، یکی از محبوب‌ترین کنسرتوهای ویولن است که هنوز هم اجرا و ضبط می‌شود. این کنسرتو ویولن شناخته‌شده‌ترین ساختهٔ بروخ است.

## تاریخچه
این کنسرتو ویولن نخستین بار در ۱۸۶۶ میلادی کامل شد و نخستین اجرای آن در ۲۴ آوریل همان سال توسط اتو فن کنیگسلو و با رهبری بلوخ انجام گرفت. این کنسرتو بعدها به‌طور قابل توجهی با کمک نوازنده سرشناس ویولن، یوزف یواخیم مورد تجدید نظر قرار گرفت و در سال ۱۸۶۷ میلادی به شکل امروزی‌اش درآمد. نخستین اجرای نسخه اصلاح شده در ۵ ژانویه ۱۸۶۸ میلادی در برمن توسط یواخیم و با رهبری کارل مارتین راینتالر انجام گرفت.

### سرنوشتپارتیتور
بروخ پارتیتور کنسرتو را به ناشر موسیقی، ان. زیمروک به قیمت نازلی فروخت، ولی یک نسخه از آن را برای خود نگه داشت. بروخ در پایان جنگ جهانی اول از نظر مالی در تنگنا بود و بخاطر وضعیت بد اقتصادی در آن زمان، قادر نبود حق نشر کارهایش را بپردازد. او نسخه امضا شده خود را به دو خواهر پیانیست آمریکایی (روز و اوتیلی سوترو) فرستاد تا آن را در ایالات متحده به فروش رسانده و سپس پولش را برایش بفرستند. او پیشتر در ۱۹۱۲ میلادی یک کنسرتو برای دو پیانو در لا بمل مینور برای این دو خواهر تصنیف کرده بود (اپوس ۸۸آ). بروخ در اکتبر ۱۹۲۰ درگذشت و هرگز پولی دریافت نکرد. خواهران سوترو تصمیم گرفتند که پارتیتور را پیش خودشان نگه دارند، اما ادعا کردند که آن را فروخته‌اند. آنها مقداری پول آلمانی به عنوان عایدی فروش پارتیتور برای خانواده بروخ فرستادند. آنها همواره از فاش ساختن هرگونه جزئیاتی از سفارش پارتیتور سرباز می‌زدند. آنها در ۱۹۴۹ میلادی نسخه امضاشده را به مری فلاگلر کری فروختند. مجموعه فلاگلر که شامل کنسرتوی بروخ هم می‌باشد اکنون در کتابخانه و موزه مورگان در نیویورک نگهداری می‌شود.

## سازبندی
این کار برای ویولن تک و یک ارکستر استاندارد کلاسیک شامل دو فلوت، دو ابوا، دو کلارینت، دو فاگوت، چهار کر، دو ترومپت، تیمپانی، و سازهای زهی تصنیف شده است.

## موومان‌ها
کنسرتوی شماره ۱ از سه موومان تشکیل شده است:
1. فورشپیل: آلگرو مدراتو
2. آداجو
3. فیناله: آلگرو انرجیکو

بروخ موومان نخست را فورشپیل  (پیش‌اجرا) نامگذاری کرده است که یک پرلود برای موومان دوم است و به‌طور مستقیم به آن پیوسته است. این قطعه به آرامی آغاز می‌شود، ملودی نخست با فلوت‌ها منتقل می‌شود، و سپس ویولن تک با یک کادنتسای کوتاه شنیده می‌شود. این بخش دوباره تکرار می‌شود و به عنوان مقدمه‌ای بر بخش اصلی موومان نقش‌آفرینی می‌کند. بخش اصلی موومان از یک تم آغازین قوی و یک تم دوم ملودیک و آرامتر تشکیل شده است. موومان همانگونه که آغاز شده است پایان می‌یابد، با دو کادنتسای کوتاه که پرشورتر از قبلند. سپس ویولن‌های نخست ارکستر موومان‌ها را به هم متصل می‌کند.
موومان دوم آرام است و اغلب بخاطر ملودی‌اش ستایش می‌شود و با عنوان قلب کنسرتو از آن یاد می‌شود. تم‌ها با ویولن ارائه می‌شوند و ارکستر آنها را ادامه می‌دهد که موومان را زنده نگاه داشته و کمک می‌کند از بخشی به بخش دیگر جریان یابد.
موومان سوم، فیناله، با یک مقدمه قوی ولی کم صدای ارکستر آغاز می‌شود که تم پرانرژی را به ویولنِ تک واگذار می‌کند. این بخش شبیه رقصی است که با یک ضرباهنگ سریع و پرانرژی ادامه می‌یابد. موضوع دوم مثال آشکاری از غزل‌سرایی رمانتیک است؛ ملودی آرامی که پیش از آنکه تم رقص با شور و شادی‌اش بازگردد، چندین بار به درون موومان نفوذ می‌کند. قطعه با آهسته‌آهسته تند شدن پایان می‌یابد، که منجر به یک پایان آتشین می‌گردد.
بروخ دو کنسرتو ویولن دیگر نیز تصنیف کرده است که هیچ‌کدام از آنها شهرت نخستین کنسرتوی او را کسب نکرده‌اند.